# 輻射點
輻射點或視輻射點是流星雨在天空中的發源處，流星看起來似乎都來自該處（對行星上的觀測者）。例如，英仙座流星雨看起來就像是來自於英仙座。
觀測者看見流星在天空中飛過，往回追溯流星的來向，似乎集中在一個點(其實基本上是屬於平行的，不會有交集)，這個點就稱為輻射點。如果一顆流星的路徑回溯之後不能指向輻射點，這顆流星就不屬於這個流星雨，稱為散亂流星或偶發流星。

## 成因
流星雨是由彗星遺留在軌道路徑上的塵埃和碎片造成的。這些塵埃和碎屑繼續沿著彗星的軌道移動，而當地球穿越這些殘骸時就會造成出現流星雨的結果。由於這些碎屑都有著大致相同的運動方向，因此由它們的路徑追溯它們擊中地球大氣層的位置時，所有的位置就好像集中在一個點上，也就是彗星在天空中的軌道路徑。

## 觀測

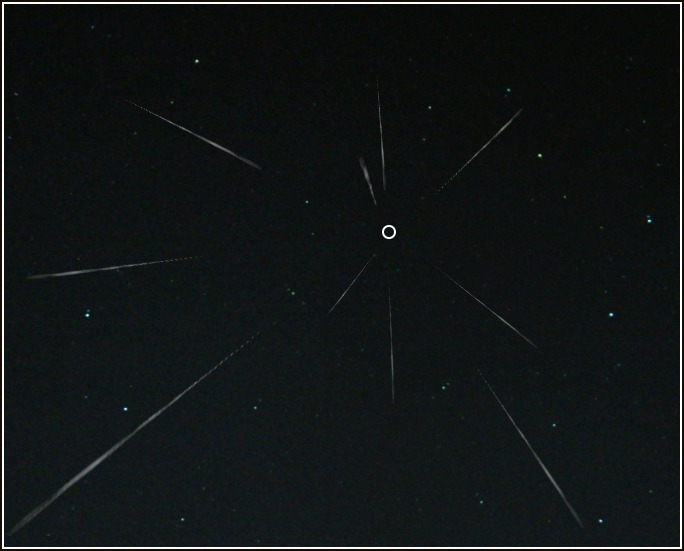
流星雨和它的輻射點（以o標示）。

輻射點是觀測時很重要的一個項目，如果輻射點的位置很低或還在地平線之下，則就只能見到少量的流星。這是因為只有運動方向切於或接近切於地球之球狀大氣層的流星體，才能成為可以被看見的流星。